# Jakub, Mimmi i gadające psy
Jakub, Mimmi i gadające psy (łot. Jēkabs, Mimmi un runājošie suņi) – łotewsko-polski film animowany z 2019 roku w reżyserii Edmunda Jansonsa, zrealizowany na podstawie książki Maskačkas stāsts Luīze Pastore.
W 2019 roku został uznany za najlepszy film animowany na Międzynarodowym Festiwalu Filmów Dziecięcych i Młodzieżowych w Iranie i był nominowany do nagród Lielā Kristapa w pięciu kategoriach.

## Fabuła
Mieszkający w centrum Rygi Jakub spędza lato u krewnych w Maskačce. Choć na początku chłopakowi się to nie podoba, później okazuje się, że Maskačka jest bardzo niezwykła – są tam gadające psy. Mimmi, kuzynka Jakuba ujawnia, że biznesmen Reszka chce wyburzyć przedmieścia i wyciąć drzewa, by na ich miejsce postawić wieżowce. Dzieci próbują połączyć siły z gadającymi psami, aby uratować Maskačkę.

## Obsada głosowa
| Postać        | Wersja łotewska  | Wersja polska        |
| ------------- | ---------------- | -------------------- |
| Jakub Pliszka | Eduards Olekts   | Jakub Strach         |
| Mimmi         | Nora Džumā       | Zuzanna Jaźwińska    |
| Boss          | Andris Keišs     | Jacek Mikołajczak    |
| Orzeł         | Gatis Gāga       | Tomasz Grochoczyński |
| Śnieżka       | Sniedze Prauliņa | Sniedze Prauliņa     |
| Reszka Jr.    | Eduards Zilberts | Jan Szydłowski       |
| pani Schmidt  | Māra Liniņa      | Anna Apostolakis     |
| pan Pliszka   | Kaspars Znotiņš  | Paweł Szczesny       |
| Dziadek       | Andris Keišs     | Tomasz Grochoczyński |
| Rock          | Dāvis Ozols      | Beata Łuczak         |
| Roll          | Dāvis Ozols      | Anna Apostolakis     |
| Molly McQueen | Baiba Broka      | Anna Apostolakis     |
| gadające psy  | Ģirts Bišs       | Anna Apostolakis     |
| gadające psy  | Edmunds Janons   | Jacek Mikołajczyk    |
| gadające psy  | Andris Keišs     | Tomasz Grochoczyński |
| gadające psy  | Rūdolfs Apse     | Paweł Szczesny       |
| robotnik A    | Matīss Budovskis | Paweł Szczesny       |
| robotnik B    | Rūdolfs Apse     | Tomasz Grochoczyński |
| policjant #1  | Matīss Budovskis | Tomasz Grochoczyński |
| policjant #2  | Rūdolfs Apse     | Jacek Mikołajczak    |
| motorniczyni  | Baiba Broka      | Anna Apostolakis     |